# Kōnstantinos Kompos
Kōnstantinos Kompos, traslitterato anche come Constantinos Kombos (in greco Κωνσταντίνος Κόμπος?; Limassol, 17 ottobre 1976), è un politico cipriota, Ministro degli affari esteri dal 1º marzo 2023.

## Biografia
Nato a Limassol ha studiato giurisprudenza presso l'Università di Hull, dove ha poi conseguito un dottorato di ricerca in diritto costituzionale europeo, e presso l'Università di Cambridge, dove ha conseguito un master in diritto europeo. Divenuto professore nel Dipartimento di Giurisprudenza dell'Università di Cipro nel 2006 è stato eletto come Presidente del dipartimento e membro del Senato accademico.
Nel 2023 il Presidente Nikos Christodoulidīs lo ha nominato Ministro degli affari esteri.